# Shogun

Minamoto no Yoritomo, primer shogun del shogunat Kamakura.

En la història del Japó, el terme shogun o xogun (将軍 shōgun , lit. «comandant de l'exèrcit») es referia a un grau militar i títol històric concedit directament per l'emperador. La paraula shōgun és l'abreviació de seii taishōgun (征夷大将軍, lit. ‘gran general apaivagador dels bàrbars’), nomenament que fins al 1192 havia estat temporal i era utilitzat per referir-se al general que comandava l'exèrcit enviat a combatre els emishi, que habitaven al nord del país.
Durant el segle xii i fins al 1868, el shogun es va constituir com el governant de facto de tot el país, tot i que, teòricament, l'emperador era el legítim governant i dipositava l'autoritat en el shogun per governar en nom seu. Durant aquest temps, anomenat shogunat o bakufu (幕府, "govern de tenda"), i que va durar amb breus interrupcions del 1192 al 1867, l'emperador es va veure obligat a delegar completament qualsevol atribució o autoritat civil, militar, diplomàtica i judicial a qui tingués aquest títol.
Durant els primers contactes amb Occident i fins i tot en alguns països asiàtics, com la Xina, el shogun era considerat com el «rei del Japó», i s'ignorava l'existència de dues estructures d'autoritat. Actualment, alguns escriptors i historiadors han descrit el shogun amb apel·latius com «dictador militar» o «generalíssim» amb la finalitat d'explicar les seves funcions a un públic no familiaritzat amb la història del país.
Al llarg de la història del Japó van existir tres shogunats. El primer l'establí el 1192 Minamoto no Yoritomo, conegut com a shogunat Kamakura. Aquest govern només va ser controlat per tres membres del clan Minamoto, ja que el poder el va usurpar el clan Hōjō, que sota el títol de regents nomenaven shoguns titelles, nens i joves que rebutjaven en complir els vint anys. El segon shogunat és conegut com a Ashikaga i va ser fundat el 1338 per Ashikaga Takauji. Durant aquest shogunat, quinze membres del clan Ashikaga van mantenir el lloc fins que un prominent militar del període Azuchi-Momoyama anomenat Oda Nobunaga va derrocar el shogun el 1573. L'últim va ser el shogunat Tokugawa, instituït oficialment per Ieyasu Tokugawa el 1603 i que va culminar el 1868 després de la renúncia al càrrec de Tokugawa Yoshinobu, quan l'emperador Meiji va reprendre el seu paper protagonista en la política del país i la figura del shogun va ser abolida.

## Etimologia i adaptació catalana

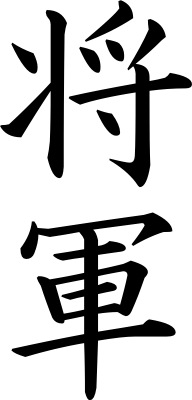
Els kanjis que componen la paraula shōgun.

El terme shōgun (将軍, lit. «comandant de l'exèrcit»), integrat pels kanji 将 «comandant» i 軍 «exèrcit», és l'abreviació del títol històric seii taishōgun (征夷大将軍, lit. «gran general apaivagador dels bàrbars"), que era utilitzat per referir-se al general que comandava l'exèrcit enviat a combatre les tribus del nord del Japó. Després del segle xii, el terme es va utilitzar per designar el líder dels samurais.
L'administració del shogun és coneguda en català com a shogunat, i en japonès com a bakufu (幕府), i significa literalment “govern des d'una tenda de campanya”. Durant les batalles, el cap de l'exèrcit samurai solia estar assegut en una cadira de tisora dins d'una tenda semioberta anomenada maku que exhibia el seu respectiu mon o blasó. L'aplicació del terme bakufu al govern del shogun expressa un simbolisme molt fort i representatiu.
La forma del mot plenament adaptada al català, xogun, per bé que emprada esporàdicament de 1927 ençà, no ha estat reconeguda per cap ens normatiu ni de referència, ni integrat a cap diccionari normatiu, de moment.

## Càrrecs
Històricament es van utilitzar termes similars al seii taishōgun amb diferent grau de responsabilitat, encara que cap va tenir la mateixa importància o més que el seii taishōgun. Alguns van ser:
- Seitō taishōgun (征東大将軍, lit. «comandant en cap per a la pacificació de l'est»)[20]
- Seisei taishōgun (征西大将軍, lit. «comandant en cap per a la pacificació de l'oest»)[21]
- Chinjufu shōgun (鎮守府将軍, lit. «comandant en cap de la caserna central de pacificació»)[22]
- Seiteki taishōgun (征狄大将軍, lit. «gran general subjugador dels bàrbars»)
- Mochisetsu taishōgun (持節大将軍, lit. «Gran general de càrrec temporal»)
- Sekke shōgun (摂家将軍, lit. «gran general conseller»)[23]
- Miya shōgun (宮将軍, lit. «gran general del palau»)[24]

## Història

### Antecedents
A començaments del segle viii, els governadors de Yamato (nom amb el qual es designava antigament el Japó) van ordenar que es deixés constància dels mites existents com una forma de legitimar-se davant la població, per la qual cosa durant aquesta època es va ordenar la compilació de dues importants obres literàries que narren l'origen del Japó des d'un punt de vista mitològic: el Kojiki (古事记) i el Nihon Shoki (日本书纪). En el Nihon Shoki, acabat de compilar durant el 720, s'esmenta en el volum 5 que l'emperador Sujin establí un sistema anomenat shido shogun (四道将军, lit. «comandants de l'exèrcit dels quatre camins»), en el qual es va designar un membre de la família imperial per a cada un dels quatre circuits (punts cardinals) en què cadascun actuaria com a shogun o comandant de les tropes. Els quatre shoguns designats van ser els següents:
- Ōbiko no Mikoto, enviat al nord (Hokurikudō)
- Takenunakawawake no Mikoto, a l'est (Tōkaidō)
- Kibitsuhiko no Mikoto, a l'oest (San'yōdō)
- Tanba no Michi no Ushi no Mikoto, al sud (província de Tanba)

En aquesta narració es té el primer registre de l'ús d'aquesta paraula.
Durant el període Nara (710-794), per ordre de la cort imperial, establerta en el que avui és Nara, es va centrar l'atenció en els emishi (虾夷 lit. "bàrbars"), habitants del nord del Japó amb qui havien tingut nombrosos altercats, per subjugar-los. El 774 va esclatar una important revolta, coneguda com a «guerra dels trenta-vuit anys», en què els emishi van utilitzar un sistema de guerra de guerrilles en contra de les tropes imperials. Diversos shogun o generals de les tropes van ser designats per combatre les tribus del nord, sense gaire èxit, i probablement el primer shogun de la història va ser Tajihi no Agatamori, nomenat l'any 720, seguit per Ōtomo Yakamochi, l'any 784, Ki no Kosami, l'any 789, i Ōtomo no Otomaro, el 794. No va ser fins a l'any 796, gràcies a Sakanoue no Tamuramaro, que finalment els van aconseguir vèncer.

### Establiment del shogunat
A finals del període Heian (794-1185) hi havia dos clans rivals i de gran importància en l'escena política del país: els Minamoto i els Taira. Arran de la seva enemistat, el 1156 esclatà un conflicte bèl·lic entre els dos clans, conegut com a rebel·lió Hogen, en què els Taira van sortir victoriosos. El 1160 va tenir lloc un altre conflicte entre les dues faccions, conegut com a rebel·lió Heiji (平治の乱, Heiji no ran), en què novament el clan Taira va sortir victoriós, i, posteriorment, el seu líder, Taira Kiyomori, va rebre el títol de Daijō Daijin («gran ministre»). Aquest últim era el rang més alt que podia concedir l'emperador del Japó, per la qual cosa Kiyomori es convertí en el governant de facto del país.
Entre el 1180 i el 1185, els conflictes entre les dues faccions es van reprendre i van donar lloc a una sèrie de guerres civils anomenades guerres Genpei. Durant aquests enfrontaments, Minamoto no Yoshitsune encapçalà l'exèrcit del clan en nom del seu germà gran, Yoritomo, que es va quedar a Kamakura. Finalment, en la batalla de Dan no Ura, els Minamoto es van alçar amb la victòria.
El 1192, Minamoto no Yoritomo es va proclamar shogun, títol que fins aleshores havia estat temporal. Amb aquest succés es va instituir el shogunat com una figura permanent, que duraria prop de 700 anys, fins a la restauració Meiji. Amb la nova figura del shogun, l'emperador es convertiria en un mer espectador de la situació política i econòmica del país, mentre que els samurais esdevindrien els governadors.

### Shogunat Kamakura (1185-1333)

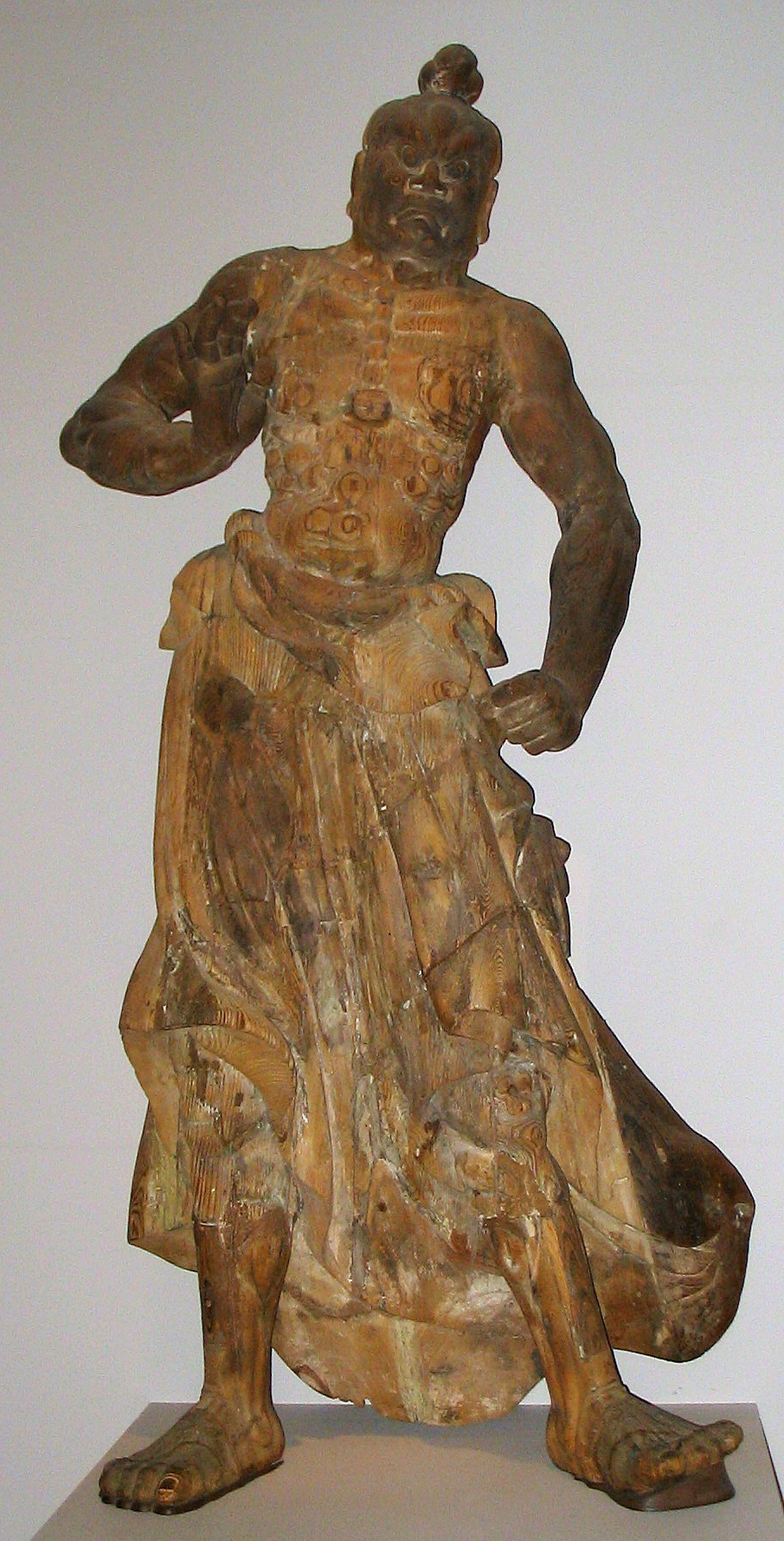
Estàtua Kongorikishi de feta de fusta durant el shogunat Ashikaga el.

El shogunat Kamakura (鎌倉幕府, Kamakura bakufu) va ser el primer règim militar feudal japonès establert pels shoguns que durà des de 1185 fins al 1333. El poder estava centralitzat a la ciutat de Kamakura, que era la capital del shogunat, aquest període és conegut com el període Kamakura, el qual les finques feudals encapçalades pels dàimios i els samurais van poder dominar la política interior del Japó. Minamoto no Yoritomo va ocupar-se de determinades competències del govern central i l'aristocràcia i va establir un sistema feudal basat en Kamakura en el qual els samurais van obtenir alguns poders militars, mentre que els emperadors del Japó i l'aristocràcia de Kyoto va ser de facto de governants. El 1192, Yoritomo se li va atorgar el títol de Sei-i Taishōgun per ser emprenedor i pèl sistema polític que va desenvolupar amb una successió de shogun en cap que es coneix com a shogunat.
Després de la mort de Yoritomo, Hōjō Tokimasa, cap del clan de la viuda (Clan Hōjō) de Yoritomo Hōjō Masako i antic guardià de Yoritomo, va reclamar el títol de regent a Minamoto no Yoriie. El clan Minamoto va mantenir el títol de shogun durant dues generacions més, amb el clan Hōjō consumint el poder realment, convertint el shogun en un governant titella.
Entre 1274 i 1281, l'Imperi Mongol va posar en marxa les invasions contra el Japó. Un intent de l'emperador Go-Daigo per restablir la regla imperial el 1331 no va tenir èxit i va debilitar significativament el shogunat i va portar a la seva eventual caiguda.
El shogunat Kamakura va arribar a la seva fi el 1333 amb la derrota i destrucció del clan Hōjō. Ashikaga Takauji va assumir la posició de shogun, establint el shogunat Ashikaga.

### Restauració Kemmu (1333-1336)

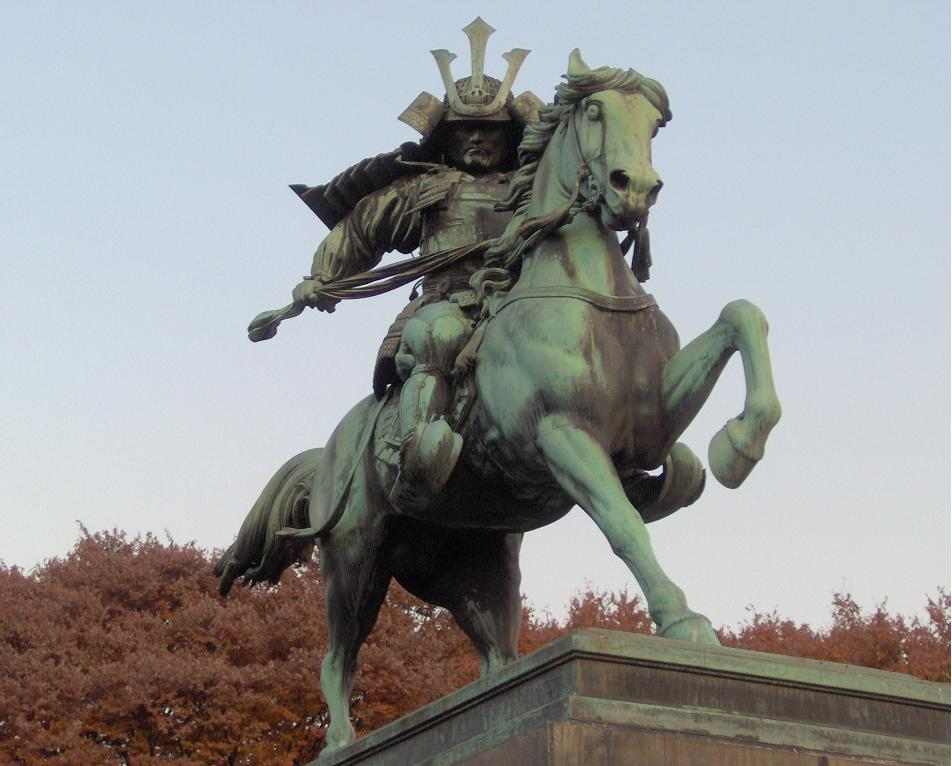
Estàtua de Kusunoki Masashige en Tòquio, un samurai de suma importància en els guerres Nanbokuchō.

A principis del segle xiv el clan Hōjō es va enfrontar a un intent de restauració imperial, ara sota la figura de l'emperador Go-Daigo. Quan els Hōjō es van assabentar, van enviar un exèrcit des de Kamakura, però l'emperador va fugir abans que arribessin, emportant-se les insígnies imperials amb ell. L'emperador Go-Daigo va buscar refugi en Kasagi entre monjos guerrers que li van donar la benvinguda i es van preparar per a un possible atac.
Després d'intents de negociació per part dels Hōjō amb l'emperador Go-Daigo perquè abdiqués, i davant la negativa d'aquest, van decidir pujar al tron a un altre membre de la família imperial. No obstant això, atès que Go-Daigo s'havia endut les insígnies reals, no van poder dur a terme la cerimònia. Kusunoki Masashige, un important guerrer que a la fi serviria de referència i model per als futurs samurais, va lluitar per l'emperador Go-Daigo des d'un Yamashiro (castell a la muntanya). Encara que el seu exèrcit no era gaire nombrós, l'orografia del lloc li brindava una defensa extraordinària. El castell va caure finalment en 1332, per la qual cosa Masashige decidir fugir per continuar després la lluita. L'emperador va ser capturat i portat fins al quarter general dels Hōjō ubicat a Kyoto i posteriorment seria exiliat a l'illa d'Oki. Els Hōjō van intentar acabar amb l'exèrcit encapçalat per Masashige, que va edificar un altre castell a Chihaya fins i tot amb millors defenses que l'anterior, de manera que els Hōjō es van veure immobilitzats. La fèrria defensa de Masashige va motivar a Go-Daigo de tornar a l'escena novament en 1333. En assabentar-se dels eu reton, els Hōjō, van decidir enviar un dels seus principals generals després d'ell: Ashikaga Takauji. Ashikaga en aquell moment va decidir que seria més beneficiós per a ell i el seu clan aliar-se amb el bàndol de l'emperador. Per aquesta raó, va decidir llançar l'atac juntament amb el seu exèrcit cap al quarter general dels Hōjō a Rokuhara.
El cop rebut per la traïció d'Ashikaga va tenir greus conseqüències per als regents, sent el seu exèrcit minvat severament. El cop definitiu vindria el 1332, quan un guerrer anomenat Nitta Yoshisada es va unir als partidaris imperials i va incrementar les seves forces. Nitta i el seu exèrcit es van dirigir a Kamakura i van guanyar els Hōjō.
Durant aquest conflicte va haver dos shoguns de breu durada: el príncep Moriyoshi (1308-1335) va ser nomenat shogun pel seu pare l'emperador Go-Daigo el 1333 i el Príncep Nariyoshi (1326-1344?), també conegut com a príncep Narinaga, que va ser nomenat shogun el 1334.

### Shogunat Ashikaga (1336-1573)

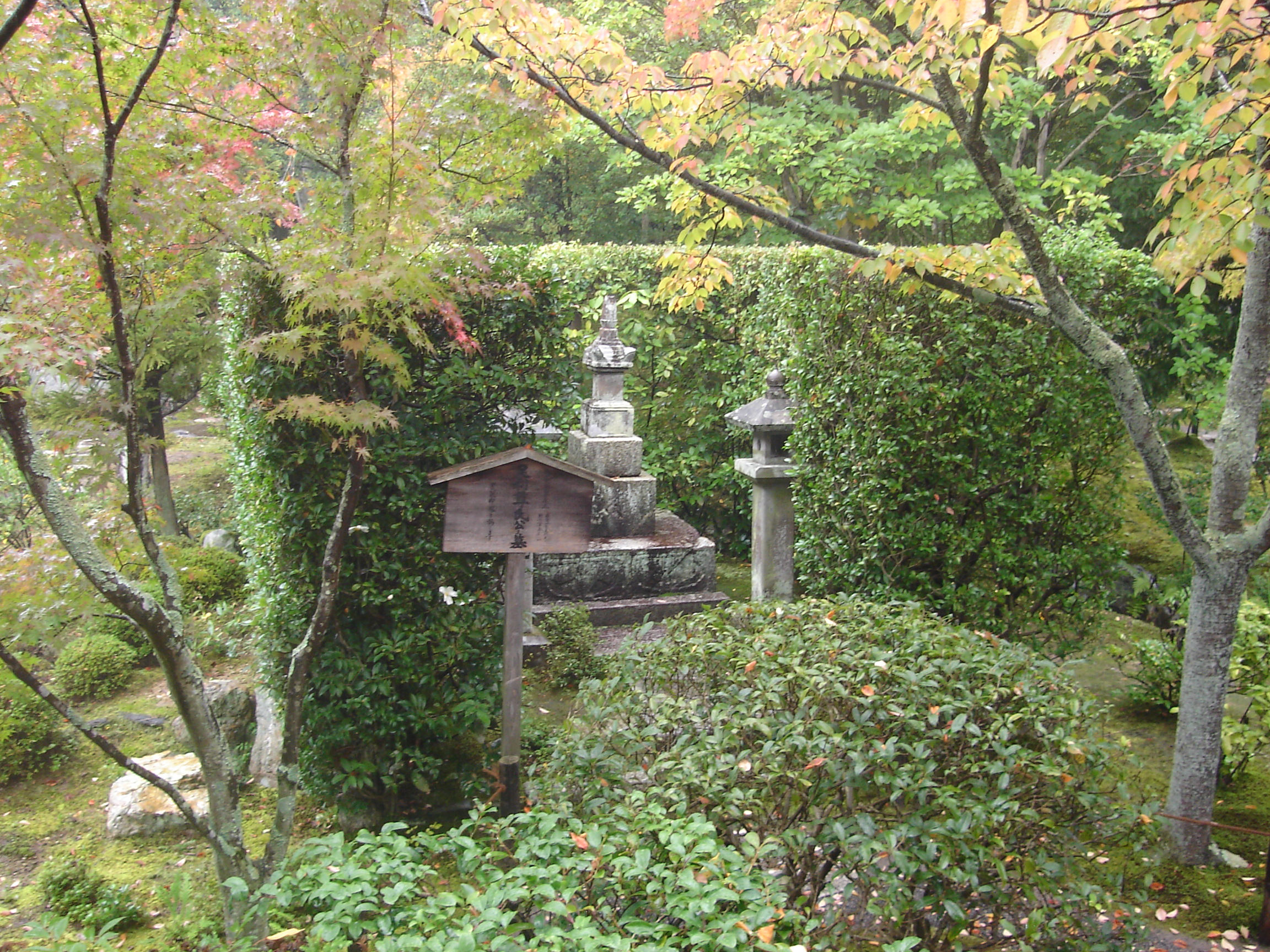
Tomba d'Ashikaga Takauji.

El shogunat Ashikaga (足利幕府, Ashikaga bakufu) va ser el segon règim feudal militar, establert pels shoguns del clan Ashikaga des del 1336 fins al 1573. El període és també conegut com el període Muromachi, ja que la capital shogunal es va reubicar al barri del mateix nom de la ciutat de Kioto.
El clan Ashikaga va tenir un poder compartit amb el govern Imperial, més gran que el que tenia el shogunat Kamakura. Tot i això, va ser un shogunat dèbil, comparat amb el Kamakura i el Tokugawa. La majoria del poder regional encara pertanyia als dàimios provincials, i el poder militar del shogunat depenia majoritàriament a la lleialtat que tenien al clan Ashikaga. Atès que van ser els feudals dels dàimios es va tornar més poderosos, i tenien sed de poder, això va desencadenar en una guerra civil al final del shogunat, també conegut com el Període Sengoku.
El shogunat Ashikaga va ser destruït el 1573 quan Oda Nobunaga va deposar el quinzè i últim shogun Yoshiaki, expulsant-lo de Kyoto. Només una setmana després d'haver aconseguit la retirada del shogun, Oda Nobunaga (1534-1582) va aconseguir convèncer a l'emperador que fes el canvi de nom de l'era a «Tenshō», com a símbol de l'establiment d'un nou sistema polític. Així mateix, l'emperador li va concedir el títol de Daijō Daijin (太政大臣, Daijō Daijin lit. «Gran Ministre d'Estat"), el mateix que va ostentar per quatre anys, fins que, al·legant deures militars, va delegar en el seu fill.

### Batalla de Sekigahara

La victòria de Tokugawa Ieyasu durant la batalla de Sekigahara començà l'establiment el shogunat Tokugawa, el qual duraria més de 250 anys en el poder.

Després de la mort de Hideyoshi, Tokugawa Ieyasu començà a establir una sèrie d'aliances amb figures poderoses del país per mitjà de matrimonis arreglats, per la qual cosa Ishida Mitsunari, un dels cinc bugyō (奉行, Magistrat), va començar a unificar a tots aquells en contra de la figura de Ieyasu.
El 22 d'agost de 1599, mentre Ieyasu organitzava al seu exèrcit amb la intenció d'enfrontar-se a un dàimio rebel anomenat Uesugi Kagekatsu, Mitsunari decidí actuar secundat pels altres bugyō i tres dels quatre tairō (大老, Tairō Lit. "Gran persona gran"), els quals van enviar una queixa formal contra Ieyasu acusant-lo de 13 càrrecs diferents. Entre els càrrecs destacaven haver donat en matrimoni fills i filles amb fins polítics i haver pres possessió del castell Osaka, antiga residència de Hideyoshi, com si fos seu. Ieyasu va interpretar la missiva com una clara declaració de guerra, de manera que virtualment tots els dàimios del país es llistaren, ja fos en l'«Exèrcit de l'Oest» de Mitsunari o l'«Exèrcit de l'Est» de Ieyasu.
Tots dos exèrcits es van enfrontar en el que es coneix com la batalla de Sekigahara (関ヶ原の戦い, Sekigahara no tatakai), que va tenir lloc el 21 d'octubre (15 de setembre a l'antic calendari xinès) de l'any 1600 a Sekigahara (avui prefectura de Gifu). En aquesta batalla, Ieyasu va resultar victoriós després que diversos generals de l'«Exèrcit de l'Est» van decidir canviar de bàndol enmig del conflicte. Ishida Mitsunari es va veure obligat a fugir, encara que més tard va ser capturat i decapitat a Kyoto. Amb aquesta victòria, Ieyasu es convertiria en la màxima figura política i militar del país.

### Shogunat Tokugawa (1603–1867)

Símbol del clan Tokugawa, conegut com mitsuba aoi ("tres fulles de malva reial").

El shogunat Tokugawa, també conegut com a shogunat Edo, bakufu Tokugawa o, pel seu nom original en japonès, Edo bakufu (江戸幕府, Edo bakufu), va ser el tercer i últim shogunat. Aquest shogunat va ser instaurat pel shogun Tokugawa Ieyasu, fundador del clan Tokugawa (徳川氏, Tokugawa-shi) descendent del clan Matsudaira, el 24 de març de 1603 (que correspon al 12è dia del segon més de l'any, 8 de l'era Keichō en el calendari tradicional japonès). El shogunat Tokugawa va durar fins al 1867, quan Tokugawa Yoshinobu abdicà com a shogun a favor l'emperador Meiji.
Quinze shoguns van administrar el poder del clan Tokugawa i del país durant 264 anys, subordinant els altres clans a un canvi de poder secundari o provincial. En aquest període el clan és conegut per adoptar una política que va centralitzar i unificar al país devastat per les guerres de l'antiga era Sengoku, i per aconseguir establir un sistema de classes en la societat japonesa. També és conegut per adoptar una postura d'aïllament absoluta davant la resta del món (sakoku), que va desembocar en la prohibició i expulsió d'estrangers i en l'eliminació d'influències externes per qualsevol mitjà.
Durant el període Edo, el poder efectiu requeia en el shogunat Tokugawa, i no en l'emperador a Kyoto. El shogunat controlava la política exterior, els militars i la societat feudal. El paper de l'emperador era cerimonial, de forma similar a la monarquia japonesa després de la Segona Guerra Mundial.

### Fi del shogunat

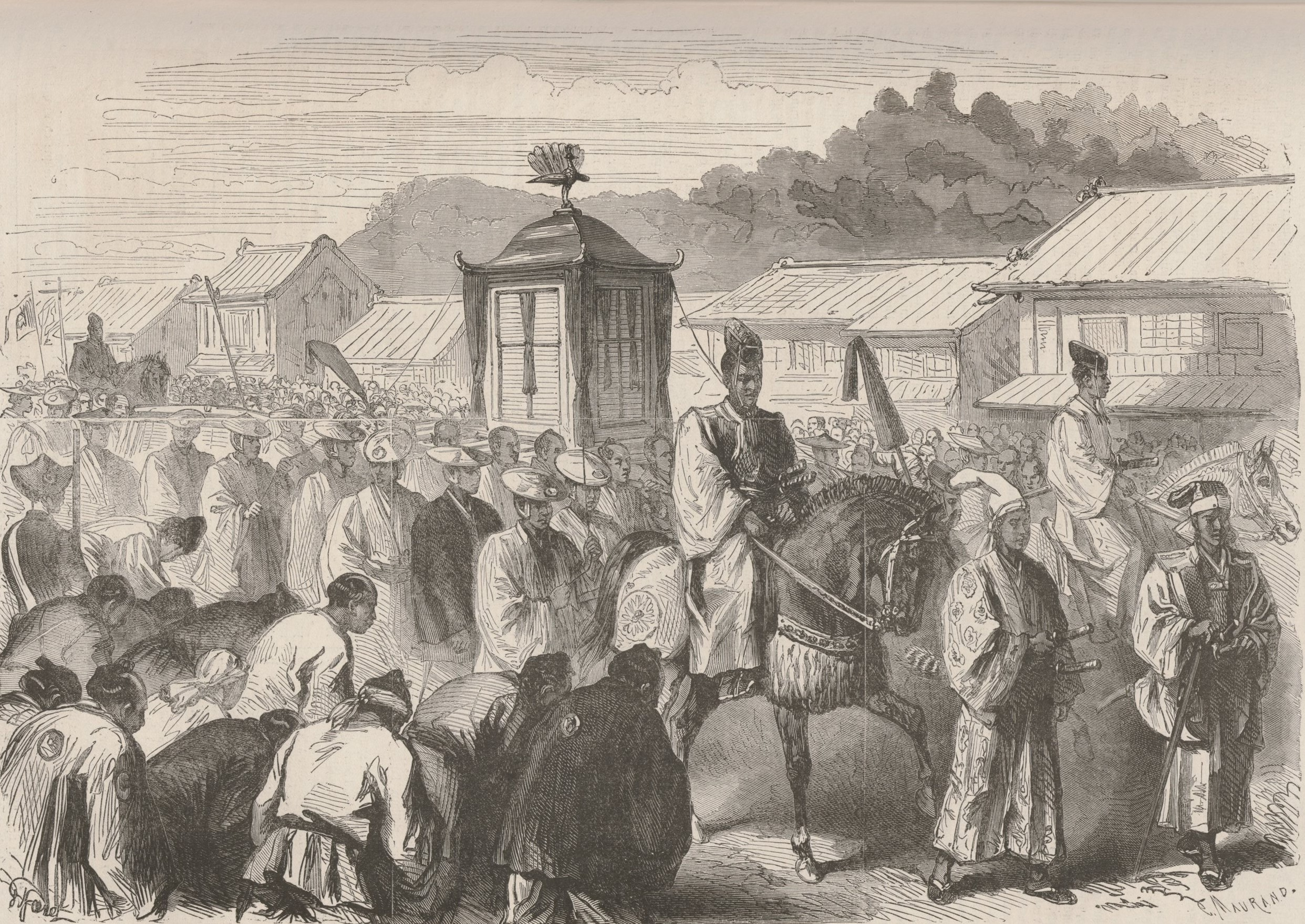
L'emperador Meiji traslladant-se de Kioto a Tokyo. Il·lustració de «Le Monde Illustré».

A principis del 1868, després de la renúncia de Yoshinobu, partidaris del shogunat es van enfrontar contra la facció lleial a l'emperador durant el conflicte conegut com a guerra Boshin (戊辰戦争, Boshin sense, «Guerra de l'Any del Drac"), la qual culminaria fins a l'any següent.
Després de la victòria, el nou govern va portar a terme la unificació del país sota el poder únic i legítim de la cort imperial. La residència de l'emperador es va traslladar de Kyoto a Edo, a finals del 1868, i el poder polític i militar dels feus va ser suprimit progressivament, i aviat transformats en prefectures, els governadors eren nomenats per l'emperador.
La classe samurai va ser abolida, la qual cosa va permetre a molts samurais dedicar-se a treballs administratius o comercials, però la gran majoria els va conduir a la pobresa.

## Administració
Des de l'establiment del shogunat, el shogun es va convertir en el líder administratiu i polític del país, mentre que les atribucions de l'emperador estaven només supeditades a l'àmbit religiós. Teòricament, l'emperador constituïa la màxima autoritat política, mentre que el shogun tan sols es constituïa com l'ajudant de l'emperador, qui havia conferit al shogun el privilegi de governar en nom seu.
Set segles va durar l'administració del país en mans dels shoguns, que van constituir diverses dependències per mantenir el control del territori.

### Durant el shogunat Kamakura

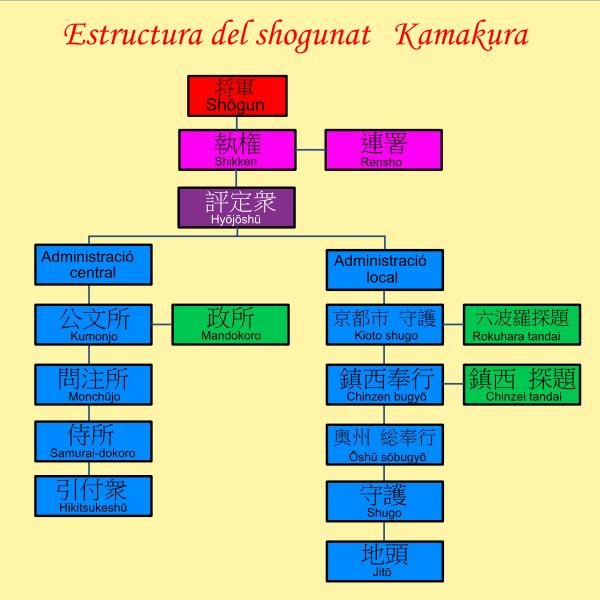
Estructura del shogunat Kamakura.

Després que Yoritomo prengués el control de tot el país, el shogunat va estendre un sistema mixt de control militar i administració civil. Tal com en el feudalisme europeu, el sistema en el seu conjunt estava basat en les relacions personals i militars del shogun i els subordinats regionals anomenats gokenin, que recollien els impostos i administraven les seves terres, encara que la principal diferència amb el model europeu era que aquests no tenien possessió de les seves terres ni dels pagesos que la treballaven. El shogunat controlava la vida i les propietats dels seus subordinats directes i delegaven la responsabilitat de l'administració de les terres llunyanes a diferents càrrecs. L'emperador i a la cort de Kyoto se li va permetre mantenir el control sobre les seves terres, així com l'autonomia en la recollida d'impostos, tenint la llibertat de nomenar lliurement els seus administradors.
Els diferents càrrecs existents durant aquest període van ser:
- Shikken (执権, Regent) - Aquest càrrec va pertànyer al clan Hōjō des de 1203 i fins a la fi del shogunat Kamakura i se'ls va permetre governar a l'ombra del shogun, pel fet que el clan no tenia el rang social necessari per ocupar oficialment aquest lloc.
- Rensho (连署, Co-signatari) - Aquesta oficina va ser establerta el 1225 com una forma de compartir el govern amb les diferents branques del clan Hōjō. En els documents oficials era un requisit que apareixia la signatura tant del regent com del co-signatari.
- Hyōjōshū (评定众, Consell d'estat) - Fundat el 1225 com una forma de compartir la responsabilitat de governar. Les decisions eren preses mitjançant votacions de majoria simple.
- Kumonjo (公问所, Oficina de documents públics) - Va ser establerta per Minamoto no Yoritomo el 1184 com la major oficina administrativa del seu govern. Posterior a l'establiment del shogunat va ser reanomenada com Mandokoro.
- Mandokoro (政所, Consell administratiu) - Va ser establert el 1191 per Yoritomo amb l'objecte de reemplaçar el Kumonjo. Després que els Hōjō van prendre el control del país, l'oficina es va dedicar exclusivament a portar les finances del govern.
- Monchūjo (问注所, Consell d'investigacions) - Fundat el 1184 per Yoritomo amb l'objectiu de portar els assumptes legals, com ara demandes i apel·lacions.
- Samurai dokoro (侍所, Samurai dokoro) - Fundat per Yoritomo el 1180 amb l'objecte de regular les activitats dels gokenin.
- Hikitsukeshū (引付众, Hikitsukeshū) - Va ser establerta com una cort judicial per Hōjō Tokiyori el 1249. Entre altres assumptes tractava els temes relacionats amb els assumptes legals de la propietat de la terra i els impostos.
- Kyōto shugo (京都守护, Kyōto shugo) - La posició de governador militar de Kyoto va ser establerta al començament del shogunat i el seu objectiu era veure els assumptes relacionats amb la Cort imperial en nom del shogunat. Va ser reemplaçada pel Rokuhara tandai el 1221.
- Rokuhara tandai (六波罗探题, Rokuhara tandai) - Va ser establerta el 1221 amb l'objectiu de reemplaçar el Kyōto shugo i el seu abast es va estendre no només a Kyoto, sinó a tota la part sud-oest del país.
- Chinzei bugy (镇西奉行, Chinzei bugy) - Aquesta oficina es va establir amb la finalitat d'anomenar dos comissionats que vigilaran els assumptes de Kyūshū, especialment les activitats dels vassalls dels Minamoto.
- Chinzei tandai (镇西探题, Chinzei tandai) - Atenia els assumptes polítics, legals i militars de Kyushu. Va ser establerta el 1293 com a resultat de l'amenaça d'invasió per part dels mongols.
- Oshu sōbugyō (奥州総奉行, Oshu sōbugyō) - Aquesta oficina va ser creada amb la finalitat de veure pels interessos del shogunat al nord del país (Honshū).
- Shugo (守护, Shugo lit. «Governador militar") - Càrrec fundat per Minamoto no Yoritomo amb la finalitat de mantenir el control sobre les províncies del país. Amb el temps el càrrec es va tornar hereditari i dins de les seves funcions hi havia administrar la província, mantenir la pau i investigar els crims ocorreguts al seu territori.
- Jito (地头, Jito) - Eren oficials de la més alta confiança dins del shogunat que fungien com a supervisors de l'estat. S'encarregaven de la recaptació d'impostos i asseguraven la seva correcta distribució. Amb el temps es va convertir en un càrrec hereditari.

### Durant el shogunat Ashikaga

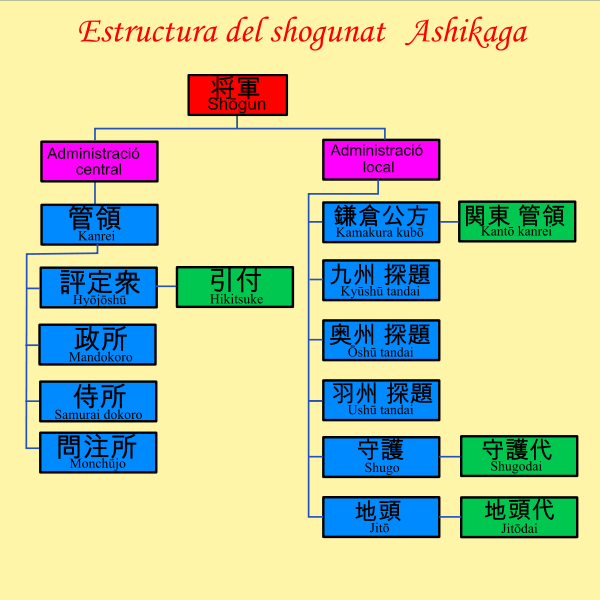
Estructura del shogunat Ashikaga.

El shogunat Ashikaga va heretar gran part de les característiques de l'administració del shogunat anterior i es van conservar les oficines clau. Com que el territori ocupat pels Hōjō i el dels aliats de l'emperador van ser confiscats, el territori governat directament pels Ashikaga va arribar al 25% del total del país, fet que originà el naixement d'una nova classe de «senyors de la guerra» anomenats dàimios, que es van resistir a sotmetre's al domini del shogunat. La possessió de la terra a més, els va ser negada als samurais.
Els càrrecs administratius en el shogunat Ashikaga van ser els següents:
- Kanrei (管领, Kanrei) - La seva funció consistia en l'administració del govern. Una de les seves principals responsabilitats era la de supervisar la relació entre el shogunat i els governadors militars (shugo).
- Hyōjōshū (评定众, Hyōjōshū) - Vegeu Administració durant el shogunat Kamakura.
- Hikitsuke (引付, Hikitsuke) - Vegeu Administració durant el shogunat Kamakura.
- Mandokoro (政所, Mandokoro) - Vegeu Administració durant el shogunat Kamakura.
- Samurai dokoro (侍所, Samurai dokoro) - Vegeu en Administració durant el shogunat Kamakura.
- Monchūjo (问注所, Monchūjo) - Durant aquest shogunat moltes de les atribucions d'aquest òrgan van ser dipositades al Mandokoro, motiu pel qual en aquesta oficina només es portaven registres.
- Kamakura Kubo (镰仓公方, Kamakura Kubo) - Durant el shogunat el terme kubo feia referència tant al shogun com als seus governadors militars. El lloc va ser establert el 1336 amb la finalitat de supervisar els interessos del shogunat a Kamakura i l'est del país.
- Kantō kanrei (关东管领, Kantō kanrei) - Amb la finalitat de supervisar la regió de Kanto, aquesta oficina amb base a Kyoto va ser creada el 1349. Va estar ocupada pels membres de les diferents branques del clan Uesugi des de finals del segle xiv.
- Kyūshū tandai (九州探题, Kyūshū tandai) - Vegeu Administració durant el shogunat Kamakura.
- Oshu tandai (奥州探题, Oshu tandai) - Vegeu en Administració durant el shogunat Kamakura.
- Ushū tandai (羽州探题, Ushū tandai) - Oficina creada per vigilar el nord-oest de Honshu (Ushū).
- Shugo (守护, Shugo) - Vegeu Administració durant el shogunat Kamakura.
- Shugodai (守护代, Shugodai) - A causa del fet que durant aquest període era poc freqüent que els shugo visquessin en els dominis on se'ls assignava per governar, els shugodai eren els que portaven la responsabilitat del govern.
- Jito (地头, Jito) - Vegeu Administració durant el shogunat Kamakura.
- Jitōdai (地头代, Jitōdai) - Dins del sistema dels Jito, alguns vassalls havien de vigilar múltiples feus, de manera que els jitōdai es feien càrrec del govern d'aquestes regions addicionals.

### Durant el shogunat Tokugawa

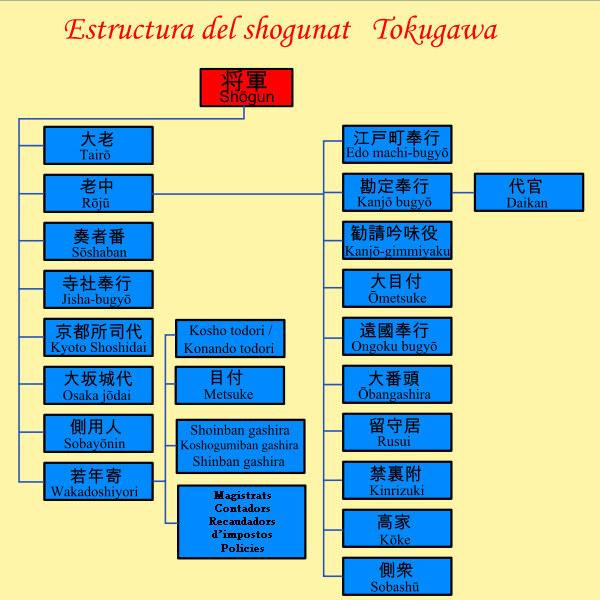
Estructura del shogunat Tokugawa.

Durant el shogunat Tokugawa els deures del shogun es resumien en "preservar l'emperador i el seu palau fora de perill i mantenir la pau i la tranquil·litat a l'imperi en totes les seves direccions".
Ikeda Mitsumasa, dàimio de Bizen, va definir el 1632 l'administració del shogunat de la següent manera:
| « | El shogun rep l'autoritat sobre els habitants del Japó per mitjà de la confiança del cel. El dàimio rep l'autoritat sobre els habitants de la província per mitjà de la confiança del shogun. Els consellers i vassalls del dàimio han d'ajudar-lo a portar la pau i l'harmonia als habitants. | » |

El sistema d'administració d'aquesta època és considerada com de «feudalisme centralitzat», ja que el país estava dividit en prop de 200 feus governats per dàimios dividits en tres categories: els fudai, els shinpan i els tozama, tots ells sota el control del shogun.
Durant aquesta època l'administració del govern depenia dels següents càrrecs:
- Tairō (大老, Tairō lit. "Gran persona gran») - La funció del Tairō era proveir al Japó d'un líder temporal capaç en cas que el shogun estigués absent o incapacitat, encara que rares vegades era ocupat.
- Rōjū (老中, Rōjū lit. «Conseller veterà") - Eren oficials veterans del govern que vetllaven pel bon funcionament de tot el govern, així com els assumptes interns i externs del país. Generalment eren escollits quatre o cinc d'entre els fudai-dàimio.
- Edo machi bugy (江戸町奉行, Edo machi bugy lit. «Magistrat de la ciutat d'Edo») - Eren oficials del shogunat encarregats de vetllar els assumptes de la ciutat concernents als seus habitants i comerciants. Els candidats eren escollits d'entre els hatamoto.
- Kanjo bugy (勘定奉行, Kanjo bugy lit. «Comissionats de les finances») - Portaven els assumptes comptables i financers i es reportaven directament amb els rōjū. Els ocupants d'aquest càrrec (generalment quatre) eren escollits entre els hatamoto.
- Daikan (代官, Daiko) - Encara que aquest lloc ja existia abans del shogunat Tokugawa, es va fer oficial només dins d'aquest període. Aquests governadors locals supervisaven i manejaven els territoris del shogunat.
- Kanjo ginmiyaku (勧请吟味役, Kanjo ginmiyaku) - Aquesta oficina, creada el 1682, tenia la responsabilitat d'investigar i supervisar les operacions dels kanjo bugy, encara que teòricament tenien un rang menor. Es reportaven directament amb els rōjū.
- Ōmetsuke (大目付, Ōmetsuke) - Oficina creada el 1632 amb la finalitat de veure la seguretat en els camins, les activitats dels dàimios o grups problemàtics, com els missioners catòlics i els seus seguidors. Es reportaven amb els rōjū.
- Ongoku bugy (远国奉行, Ōngoku bugy) - El lloc era similar al d'Edo machi bugy, amb l'excepció que servien en llocs diferents com Kyoto i Osaka.
- Ōbangashira (大番头, Ōbangashira lit. «Capità de la Gran Guàrdia») - Eren els responsables de la seguretat dels tres castells relacionats amb el shogunat: el castell Edo, el d'Osaka i el de Kyoto.
- Rusui (留守居, Rusui) - Supervisar i, si s'escau, defensaven el castell Edo.
- Kinrizuki (禁里附, Kinrizuki) - Servien com inspectors del palau imperial.
- Koke (高家, Koke) - Eren oficials del govern encarregats de dur a terme les cerimònies oficials i rituals del shogunat. El càrrec era hereditari i servien també com a representants del shogunat en temples i santuaris.
- Sobashū (侧众, Sobashū) - Oficina establerta el 1653 sota les ordres directes del shogun.
- Sōshaban (奏者番, Sōshaban) - Eren oficials encarregats de portar l'agenda i l'organització de les cerimònies del shogun.
- Jisha bugy (寺社奉行, Jisha bugy) - Comissionats en temples i santuaris. Normalment eren quatre membres que supervisaven els afers religiosos.
- Kyōto Shoshidai (京都所司代, Kyōto Shoshidai) - Aquesta oficina originalment va ser fundada per Oda Nobunaga i Hideyoshi Toyotomi amb la finalitat de vigilar les activitats a Kyoto, sobretot pel que fa a la cort imperial i els territoris veïns.
- Ōsaka jōdai (大坂城代, Ōsaka jōdai) - Càrrec que tenia com a obligació mantenir les tropes del castell Osaka. El lloc estava reservat a dàimios d'importància relativa que generalment eren promoguts a Kyoto Shoshidai o rōjū.
- Sobayōnin (侧用人, Sobayōnin lit. «Gran camarlenc») - Era l'encarregat de transmetre els missatges entre en shogun i els rōjū.
- Wakadoshiyori (若年寄, wakadoshiyori lit. «Joves ancians») - Assistien als rōjū i supervisaven als hatamoto i gokenin. En cas de guerra, lideraven als hatamoto en la batalla.
- Kosh tōdori (小姓头取, Kosh tōdori) / Konando tōdori (小纳戸头取, Konando tōdori) - Servien com els caps dels patges i encarregats shogunal.
- Metsuke (目付, Metsuke lit. «Inspector») - Feien activitats policíaques i aplicaven de la llei a molts nivells.
- Shoinban gashira (书院番头, Shoinban gashira lit. «Capitans de l'escorta») / Koshōgumiban gashira (小姓组头, Koshōgumiban gashira lit. «Capitans de la guàrdia interior») / Shinban gashira (新番头, Shinban gashira lit. «Capitans de la nova guàrdia») - Diferents escortes que operaven sota el comandament dels wakadoshiyori durant la guerra.

## Relació amb l'emperador

Segell Imperial del Japó.

Des que Minamoto no Yoritomo convertí la figura del shogun en un lloc permanent i hereditari i fins a la Restauració Meiji va haver-hi dues classes de governants al Japó: la de l'emperador o tenn (天皇, lit. «Sobirà del cel») qui actuava com a «sacerdot en cap» de la religió oficial del país, el sintoisme, i la del shogun, cap de l'exèrcit que a més a més gaudia de l'autoritat civil, militar, diplomàtica i judicial. Tot i que en teoria el shogun era un servidor de l'emperador, aquest es va convertir en el veritable poder darrere del tron.
És de notar que cap shogun va intentar usurpar el tron, tot i que tenien a la seva disposició el poder militar del territori. Van ser dos els motius principalment:
- Teòricament el shogun rebia el poder de l'emperador, per tant, aquest era el seu símbol d'autoritat.
- Hi havia una tradició de sentimentalisme creada per sacerdots i religiosos que traçaven la línia imperial des de l'«era dels déus» en una «línia eterna ininterrompuda pels temps». Segons la mitologia japonesa, l'emperador era un descendent directe d'Amaterasu, deessa del Sol.

En no poder usurpar el tron, els shoguns buscaven a través de la història mantenir l'emperador allunyat de l'activitat política del país, relegat de l'esfera d'influència. Un dels pocs poders que va poder conservar la casa imperial va ser la de poder «controlar el temps» a través de la designació dels nengō o eres japoneses i l'expedició de calendaris.
És de remarcar dos intents històrics de l'emperador per recuperar el poder que gaudien abans de la instauració del shogunat. El 1219 l'emperador Go-Toba va acusar els Hōjō de proscrits. Les tropes imperials es van mobilitzar, donant lloc a la guerra Jōkyū (1219-1221), la qual culminaria amb la tercera batalla d'Uji. Durant aquesta, les tropes imperials van ser derrotades i l'emperador Go-Toba exiliat. Amb la derrota de Go-Toba es va confirmar el govern dels samurais sobre el país. A principis del segle xiv l'emperador Go-Daigo va decidir revoltar-se però els Hōjō, que exercien en aquells dies com a regents, van enviar un exèrcit des de Kamakura. L'emperador va fugir abans que arribessin les tropes i es va posar les insígnies imperials. El shogun va nomenar al seu propi emperador, donant lloc l'era Nanbokuchō (南北朝, 'Nanbokuchō' lit. «Corts del Sud i del Nord»).
Durant les dècades de 1850 i 1860 el shogunat es va veure severament pressionat tant a l'exterior per les potències estrangeres com a l'interior. Va ser llavors quan diversos grups enfadats amb el shogunat per les concessions fetes als diversos països europeus van trobar en la figura de l'emperador un aliat mitjançant el qual podien expulsar el shogunat Tokugawa del poder. El lema d'aquest moviment va ser Sonne Joi (尊王攘夷, lit. «Reverenciar l'Emperador, Expulsar els Bàrbars») i finalment va tenir èxit el 1868, quan el poder imperial va ser restablert després de segles d'estar a l'ombra de la vida política del país.

## Concepció fora del país

### Xina

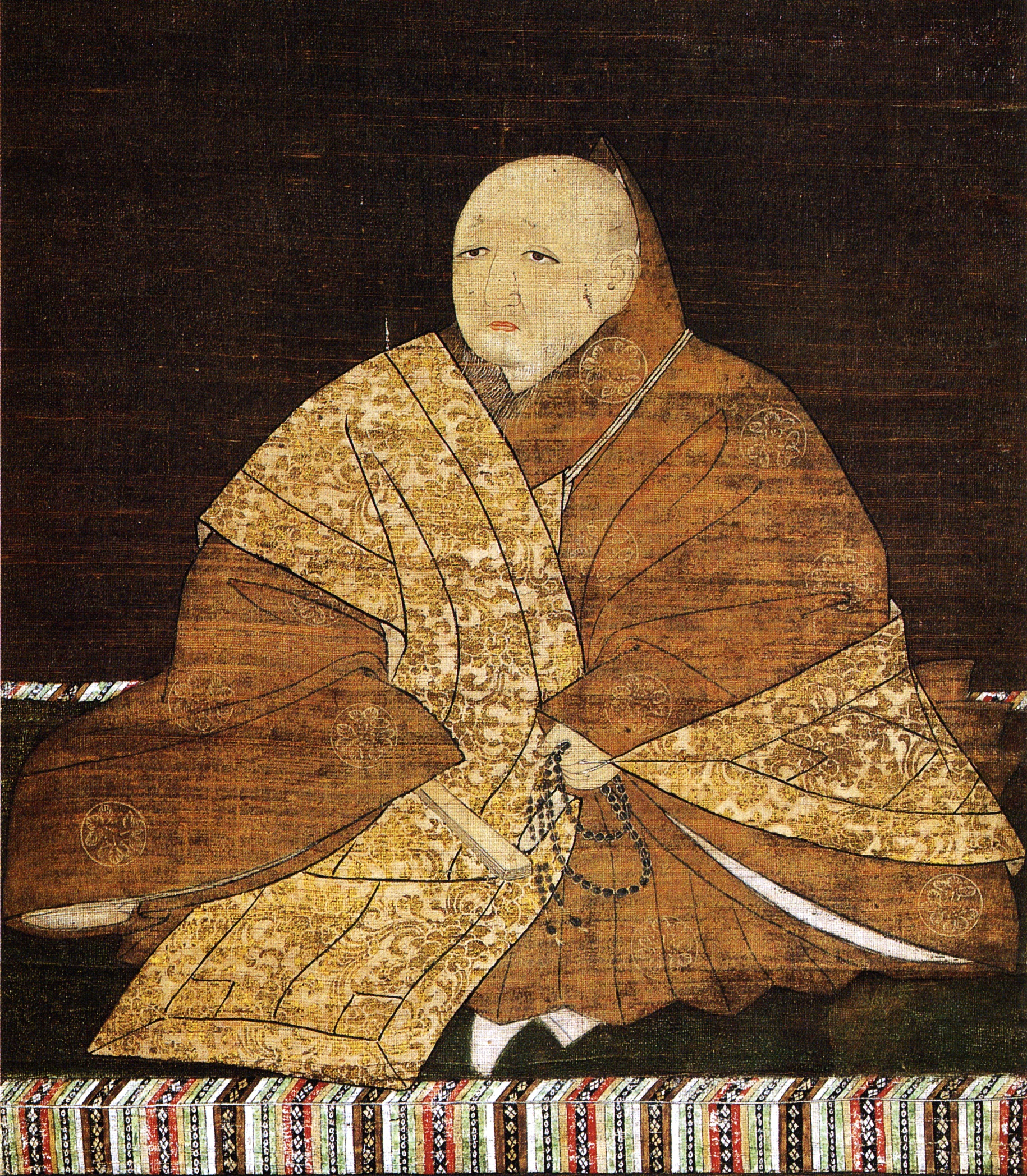
Ashikaga Yoshimitsu fou el primer a acceptar el títol de «Rei del Japó» per part de la dinastia ming.

Durant el govern d'Ashikaga Yoshimitsu, el Japó i la Xina van reprendre relacions diplomàtiques, les quals s'havien trencat pel fet que el primer emperador Ming havia establert la política de no tenir cap relació amb el Japó. L'interès de la Xina era controlar els atacs de pirates japonesos (wako) a les seves costes, activitat que des de feia temps afectava la seva economia. Yoshimitsu decidí prendre cartes en l'assumpte i envià una missió diplomàtica a la Xina el 1401. En resposta, l'emperador Ming va envestir Yoshimitsu amb el títol de «Rei del Japó». La relació entre el shogun i la Xina no va ser autoritzada ni consensuada amb l'emperador del Japó, ja que Yoshimitsu mai no ho va consultar en matèria dels assumptes externs del país, amb el qual feu la impressió als països de l'àrea que ell era l'únic governant del país. El 1408 a la mort de Yoshimitsu, l'emperador Ming envià una missió diplomàtica per a oferir el seu condol a Yoshimochi i així mateix anomenar «Rei del Japó». Yoshimochi va refusar acceptar el títol i fins i tot anar a la missió diplomàtica. Yoshimochi també decidí oblidar el tema dels pirates japonesos, els quals començaren de nou a assolar la costa sud de la Xina. Els ming, necessitats de l'ajuda japonesa per aturar els pirates, van seguir intentant per tots els mitjans restablir la comunicació amb el shogun però va ser impossible. No va ser fins al govern d'Ashikaga Yoshinori que aquest va acceptar rebre els enviats de la Xina. El 1433 arribà a les costes del Japó una missió diplomàtica que portava un edicte imperial on es nomenava a Yoshinori com a «Rei del Japó». El títol va ser utilitzat posteriorment pels membres del shogunat Ashikaga en les seves comunicacions amb la dinastia Ming com en el cas del shogun Ashikaga Yoshimasa, que va signar amb aquest títol una petició de monedes de coure al govern xinès a causa de la crisi política i financera per la qual travessava el país. L'últim registre de l'ús del títol de «Rei del Japó» en els documents entre la Xina i el Japó per part d'algun shogun va ser el 1547, utilitzat per Ashikaga Yoshiharu.
Durant les invasions japoneses a Corea dels ming intentaren nomenar Toyotomi Hideyoshi com a «Rei del Japó» amb l'objectiu d'arribar a un acord de pau. Hideyoshi es va negar a rebre aquest nomenament i en no concedir una sèrie de demandes, la guerra va entrar en la seva segona fase.

### Europa

#### Primers contactes

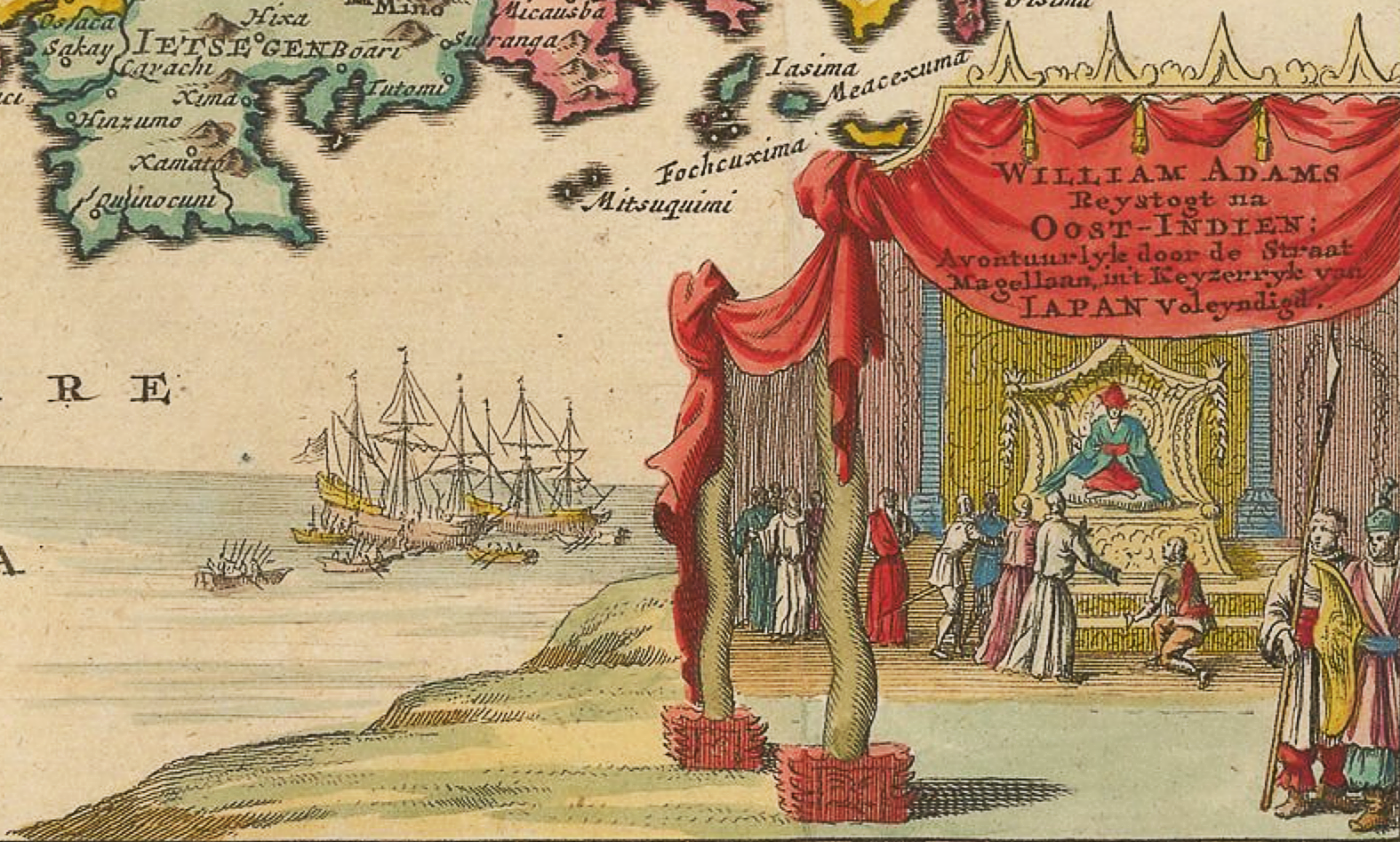
Representació de la trobada entre William Adams i Tokugawa Ieyasu. Dibuix de 1707.

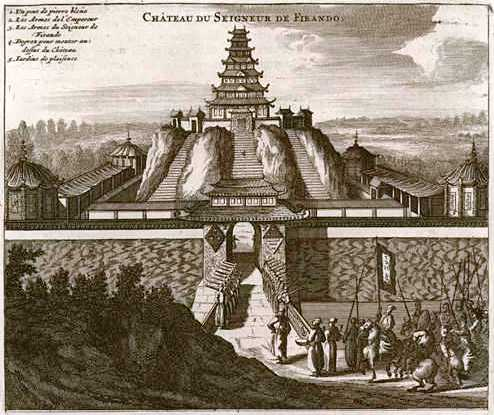
Representació del del castell Hirado. La descripció per a un públic europeu és «Castell del senyor de Hirado».

El 1542, un vaixell portuguès provinent de la Xina va perdre el curs enmig d'una tempesta, arribant al territori descrit per Marco Polo com Cipango, el qual era pràcticament desconegut a tot Europa. Un any després comerciants portuguesos arribaren a les costes del Japó buscant intercanvis comercials i amb ells van arribar missioners jesuïtes el 1549 que buscaven l'evangelització el país. Van ser aquests missioners que van tenir els primers contactes amb les autoritats japoneses per part d'europeus el 1559, quan un grup va arribar a Kyoto. Va ser fins llavors que es van adonar que el país comptava amb dues estructures d'autoritat: la institució imperial i el shogunat. A causa de la necessitat de descriure els nobles i les autoritats del país, els missioners es van veure en la necessitat d'utilitzar els títols nobiliaris reconeguts a Europa, com ara «rei», «príncep», «marquès» o «duc», encara que aquests no reflectien la jerarquia existent. És durant aquesta època que es troba el terme shogun associat al de rei, mentre que els dàimios es van relacionar amb el terme príncep. La situació va canviar entre 1580-1590, quan els jesuïtes van començar a utilitzar els termes en l'idioma original. Aquest canvi és atribuït a l'arribada al Japó d'Alessandro Valignano, un visitador d'aquesta organització que utilitzava la terminologia original en les seves missives. La primera publicació on s'utilitzen els termes originals de l'estructura jeràrquica japonesa va ser a Sumari de les coses del Japó, que a més el 1601 va escriure el Llibre primer del principi i progresso de la religió cristiana al Japó, on reiterava les ambigüitats i contrarietats d'utilitzar el sistema europeu de títols nobiliaris quan s'aplicava al cas japonès.
Un altre cas notable va ser el de William Adams, un navegant anglès que va naufragar el vaixell neerlandès Liefde l'abril de l'any 1600. En les seves memòries, Adams es refereix a Tokugawa com «el rei de tot el país» i narra com va ser interrogat durant diversos dies per aquest sobre la situació política d'Europa, sobre les seves creences religioses i les seves diferències amb les dels portuguesos. Williams causà tan bona impressió al shogun (tot i les intrigues dels missioners jesuïtes, qui deien que els anglesos eren els «bandits i lladres de totes les nacions», per la qual cosa demanaven que tots els tripulants fossin crucificats com a «enemics del Japó»), que Ieyasu va permetre que els tripulants del Liefde tornessin a les seves llars. No obstant això a ell el va mantenir com a conseller personal en assumptes de comerç internacional, a més que el va nomenar samurai i hatamoto i li va proporcionar un feu valorat en 250 koku amb 80 grangers. Williams va morir el 16 de maig de 1620 a Hirado i mai va tornar al seu país natal.
Un altre important intent per apropar la història del Japó i la mítica figura del shogun al públic occidental va ser el d'Isaac Titsingh, un comerciant neerlandès representant de la Companyia Holandesa de les Índies Orientals al Japó entre 1779 i 1784. Titsingh va escriure tres llibres relatius al Japó i en aquest tema sobresurt Illustrations of Japan; consisting of Private Memoirs and Anecdotes of the reigning Dynasty of The Djogouns, or sovereigns of Japan; a description of the feasts and Ceremonies observed throughout the year at their Court; and of the Ceremonies Customary at Marriages and funerals: to which are subjoined, observations on the legal suicide of the Japanese, remarks on their poetry, an explanation of their mode of Reckoning time, particulars respecting the Dosi powder, the preface of a work by Confoutzee on filial piety, & c. & c., resumit com Secret Memoirs of the Shoguns en anglès, el qual aborda breument la història del govern del shogunat Tokugawa, fent èmfasi des de Ietsuna fins a Ienari. Titsigh va morir el 1812 i la seva obra va ser publicada postmortem per dos dels seus amics. L'obra de Titsingh va ajudar a entendre millor el rol del shogun en la política del país, ja que sovint el shogun era nomenat a Europa com «l'Emperador» mentre que l'Emperador se li considerava una mena de «papa japonès».

#### En l'actualitat
Davant la dificultat d'explicar a un públic no familiaritzat amb la història del Japó les funcions o característiques del shogun, es continuen utilitzant termes occidentals per descriure'l com «dictador militar», «generalíssim» «administrador militar feudal» o simplement «governador militar».

### En la cultura popular
Una de les principals obres que centra la seva atenció en la figura del shogun és la novel·la Shōgun: A novel of Japan de l'escriptor James Clavell, que narra la història de Toranaga, figura fictícia basada en la vida de Tokugawa Ieyasu, mesos abans de la batalla de Sekigahara, a través de la visió d'un navegant anglès, les gestes estan basades vagament en la vida de William Adams. La novel·la ha estat adaptada per a una sèrie de televisió i un musical de Broadway.
En els videojocs destaca Shogun: Total War, el qual està ambientat en el període Sengoku i tracta dels intents de set dàimios de convertir-se en shogun. L'historiador Stephen Turnbull va exercir com a assessor històric durant la seva realització.